# Нападовка (Калиновский район)
Напа́довка (укр. Нападівка) — село на Украине, находится в Калиновском районе Винницкой области.
Код КОАТУУ — 0521685203. Население по переписи 2001 года составляет 395 человек. Почтовый индекс — 22413. Телефонный код — 4333.
Занимает площадь 10,8 км².
В селе родился Герой Советского Союза Степан Козак.
В селе действует храм Архистратига Божьего Михаила Калиновского благочиния Винницкой епархии Украинской православной церкви.

## Адрес местного совета
22413, Винницкая область, Калиновский р-н, с. Нападовка, ул. Первомайская, 2